# 第79回日本選手権競輪
第79回日本選手権競輪は、 2025年4月29日～5月4日まで、名古屋競輪場にて行われた競輪のGI競走である。優勝賞金は9,400万円（副賞込み）。

## 決勝戦

### 競走成績
- 5月4日（日・祝） 16:30 第11レース[3][4][5][6]
- 誘導員…水谷良和（愛知）[7]

| 着  | 番 | 選手名   | 齢 | 府県   | 期別 | 班 | 着差   | 上り | 決ま り手 | S/J H/B | 個人 状況 |
| --- | -- | -------- | -- | ------ | ---- | -- | ------ | ---- | --------- | ------- | --------- |
| 1   | 9  | 吉田拓矢 | 29 | 茨 城  | 107  | 1  |        | 10.6 | 差し      |         |           |
| 2   | 3  | 眞杉匠   | 26 | 栃 木  | 113  | S  | 3/4身  | 10.8 | 捲り      |         | 事故入    |
| 3   | 1  | 古性優作 | 34 | 大 阪  | 100  | S  | 1身1/2 | 11.0 |           |         |           |
| 3.5 |    |          |    |        |      |    |        |      |           |         |           |
| 4   | 6  | 阿部力也 | 37 | 宮 城  | 100  | 1  | 3/4身  | 11.2 |           |         |           |
| 5   | 7  | 松井宏佑 | 32 | 神奈川 | 113  | 1  | 3/4輪  | 10.5 |           |         |           |
| 6   | 2  | 新山響平 | 31 | 青 森  | 107  | S  | 3/4輪  | 11.5 |           | JHB     |           |
| 7   | 4  | 浅井康太 | 40 | 三 重  | 90   | 1  | 1/2身  | 10.9 |           |         |           |
| 8   | 5  | 岩本俊介 | 41 | 千 葉  | 94   | S  | 1身    | 10.6 |           |         |           |
| 9   | 8  | 菅田壱道 | 38 | 宮 城  | 91   | 1  | 大差   | -    |           | S       | 落携入    |

### 配当金額
| 3=6 | 790円 | (3) |

| 3=9 | 470円 | (6) |
| 1=9 | 240円 | (1) |
| 1=3 | 360円 | (4) |

| 6-3 | 1,520円 | (5) |

| 3=9 | 1,130円 | (5) |

| 1=3=9 | 880円 | (1) |

| 9-3 | 1,860円 | (6) |

| 9-3-1 | 4,790円 | (4) |

### レース概略
赤板で松井 - 岩本を突っ張った、前受け北日本の新山 - 菅田 - 阿部が主導権。単騎の古性が続く。車間を3車身近く空けてタイミングを計った5番手の眞杉が、最終バック手前から捲る。追走した吉田が、上がり10秒6の好タイムで差し切って、大会初優勝を果たした。
眞杉は、最終4角で先頭に立った際に後輪が菅田の前輪と接触し、車体故障となりながら2着に残った。菅田は前輪が眞杉の後輪と接触したことでゴール直前で落車したが30m線を越えていたため、携行によりゴール線を跨いで9着入着した。
この決勝線前における菅田の落車について、新山・菅田・眞杉が審議対象となったが失格とはならず、入線順通りの確定となった（「新山の違反性のない外側への軽微な動き」「菅田の違反性のない外側への動き」「眞杉の違反性のない内側への動き」により接触し発生したもの、という判断）。

## 特記事項
- 名古屋でのGI開催は、松浦悠士が制覇した2020年の第63回オールスター競輪以来で、日本選手権単独としては村上義弘が制覇した2016年3月の第69回大会以来9年ぶり5回目（次回は平塚で開催される）。

- 今開催も賞金が前年に続き拡充され、優勝賞金も前回より500万円増額され過去最高の9,400万円（副賞含み）[15]となった。

- 今大会のキャッチフレーズは、「名古屋で待ってま～す！」。ポスターには、今回のイメージキャラクターの松井珠理奈が掲載されている。

- 今大会の公式イメージキャラクターはタレントで春日井市出身の松井珠理奈が務めた[16]。松井は、最終日の5月4日に来場してトークショーと表彰式での花束プレゼンターを行った。

- 大会アンバサダーには元ガールズケイリン選手で一宮市出身の猪子真実と名古屋のアイドルグループのプリンセス物語（プリンセスストーリー）が担当[17]。

- 今回も多くのイベント・ファンサービスが組まれていた。特に、5日目・最終日の3日・4日には、競輪場に隣接する中村公園（東園）にも特設ステージを設け、様々なイベントが実施された。また、場内でも6日間通して4コーナーの通路に特設ステージを設置し、森且行を始めゲストによるトークショー、評論家による予想会など様々なイベントが行われた。このうち最終日のイベントでは、ゲストで出演した地元の近藤龍徳が現役引退を表明している[18]。

- 初日の開会式での敢闘宣言は、地元・愛知の藤井侑吾が行った[19]。

- 最終日の優勝者インタビューは、元選手の山口幸二が務めた。表彰式ではゴール線付近のバンクを開放し、可能な限りファンをバンク内に入れ間近で優勝の吉田拓矢を祝福できるようにした。GIの表彰式でバンク内にファンを入れたのは、2018年の第72回大会（平塚）以来[注 1]。

- シリーズ全体の目標額は150億円[20]であったが、シリーズ6日間全体の総売上は前年比8.4％増の165億4267万3200円[21]で、目標額を大幅に上回った。なお、各日ごとの入場者数と売上額は、初日入場7,163人・売上23億6281万5200円[22]、2日目入場3,899人・売上21億447万3600円[23]、3日目入場4,076人・売上29億2502万3200円[24]、4日目入場2,443人・売上25億1114万8800円[25]、5日目入場11,937人・売上28億2435万2600円[26]、最終日入場14,282人[注 2]・売上38億1485万9800円[27]。なお、決勝戦の売上は16億8387万8900円だった[3]。

- 今回の売上額は、競輪の1開催として2010年3月の第63回日本選手権競輪（松戸）以来15年ぶりに165億円を突破。同時に、2016年度よりゴールデンウィークの開催に移行してから最多の売上額となった[注 3]。

### 放送関連
- 地上波の決勝戦中継は、最終日の16:00 - 16:55[注 4]に「坂上忍の勝たせてあげたいTV 第79回日本選手権競輪（GI）決勝戦」《日本テレビ系列全国ネット・TVerでも同時&見逃し配信を実施》を放送[28][29][注 5]。なお、今回から進行が愛知県出身の後藤楽々に変更された。ゲストは武井壮と栗原恵、名古屋現地からの解説は中野浩一、実況は橋本悠督。また、前年同様自由視点映像（ボリュメトリックビデオ）は使用しなかった。さらに、翌日未明の『Going![注 6]』でもダイジェスト放映された。

### 競走データ
- 3月4日に、出場選手（正選手162名・補欠8名）が決定となった[30][31]。

- パリ五輪優先で欠場した前年と異なり、今回はナショナルチームの選手も出場した。

- S級S班の9選手は全選手が出場した。なお、脇本雄太は3日目、清水裕友（押上失格）は4日目の二次予選で、郡司浩平・平原康多・犬伏湧也は5日目の準決勝でそれぞれ敗退となった。のちに、平原は翌日のレースをもって現役生活を引退した[32]。

- 今開催では、最年少出場は纐纈洸翔（22歳）、最年長出場は山口富生（55歳）。山口は5日目一般（2）に55歳3か月29日で出走した。

- 今開催では小倉竜二が選考順位第58位で選出され[30]、初日第5レースに出走（2着）。これにより連続28回出場となり、自身が持つ大会連続出場記録を更新した[注 7]。

- 今開催では、荒井崇博が日本選手権競輪連続25回出場を、東口善朋が同連続20回出場を、それぞれ果たし開会式において表彰式が行われ、記念品が贈呈された[33][注 7]。

- 日本選手権競輪で優勝すればグランドスラムとなる山崎芳仁[34]は、5日目の準決勝9着で敗退した。

- 今回がGI初優出となったのは、阿部力也[35]。

- 前年大会の決勝戦にも出場していたのは、古性優作と岩本俊介と吉田拓矢の3人。また、古性は4年連続での日本選手権競輪の決勝戦進出となった。

- 決勝戦は、4年連続で近畿の選手が1番車となった[注 8]。

- 決勝戦の選手入場時の選手名読み上げは長谷川満が担当。

- 決勝戦のファンファーレは、名古屋フィルハーモニー交響楽団演奏による[36]GI決勝戦用の生演奏となった[注 9]（通常名古屋競輪場では、独自のファンファーレを流し今大会でも決勝戦以外は独自のものだが、ここでは佐藤直紀作曲の通常特別競輪用の曲）。

- 2021年の競輪祭以来のGI制覇となった吉田拓矢が大会初優勝。茨城勢のダービー制覇は、坂巻正巳（1991年・第44回 一宮・廃止）、武田豊樹（2009年・第62回 岸和田）に続いて16年ぶり3人目。

- 関東勢の日本選手権競輪連覇は、1976年の第29回大会（千葉）の新井正昭・1977年の第30回大会（一宮）の小池和博（いずれも埼玉）以来48年ぶり[注 10]。